# Majlis

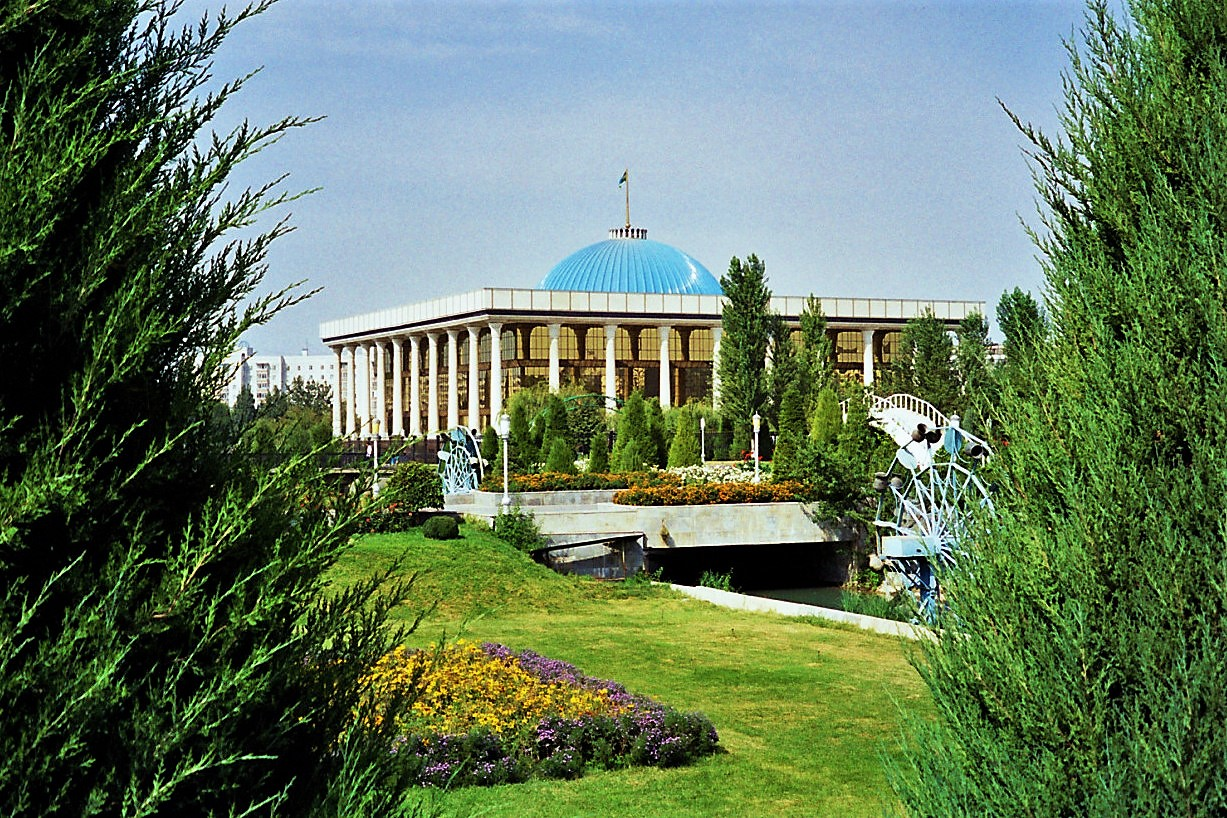
Oliy Majlis, parlament de l'Uzbekistan

Majlis (àrab: مجلس, majlis, del verb جلس, jalasa, ‘asseure's’, literalment ‘indret on hom s'asseu’) és un mot àrab que designa els parlaments i les grans assemblees al món islàmic. En l'àmbit del sufisme designa igualment l'assemblea on es congreguen els dervixos per a invocar i recordar Déu.

## Història
Del segle xviii a finals del segle xix, un majlis aix-xura era una assemblea consultiva en diversos estats musulmans. Al segle xviii hi havia el costum de celebrar consultes especials pels afers urgents de certa gravetat. L'Imperi Otomà fou l'estat que va fer aquestes assemblees de manera més freqüent entre la guerra russoturca (1768-1774) i la dissolució dels geníssers el 1826. Altres assembles semblants es van fer a Egipte sota Muhàmmad Alí Paixà i a la Pèrsia dels qajars.
Com a parlaments moderns, n'hi ha, principalment a:
- Adiguèsia i Karatxai-Txerkèssia — Majlis dels txerkessos, entre les tribus adigués costaneres de la regió històrica de Txerkèssia
- Aràbia Saudita — Majlis de l'Aràbia Saudita
- Azerbaidjan — Azərbaycan Respublikasının Milli Məclisi
- Egipte — Majlis aix-Xab (Assemblea del Poble)
- Indonèsia — L'Assemblea Consultiva Popular, anomenada Majelis Permusyawaratan Rakyat
- Iran — Majlis de l'Iran
- Kazakhstan — Majilis
- Kuwait — L'Assemblea Nacional del Kuwait, anomenada Majlis al-Umma
- Maldives — Majlis de les Maldives
- Oman — La cambra baixa s'anomena Majlis aix-Xura i la cambra alta Majlis ad-Dawla
- Pakistan — El parlament del Pakistan s'anomena Majlis aix-Xura
- Turquia — Türkiye Büyük Millet Meclisi
- Turkmenistan — Halk Maslahaty i Majlis
- Uzbekistan — Oliy Majlis
- Crimea (Ucraïna) - Majlis del poble tàtar de Crimea